# Бахрома

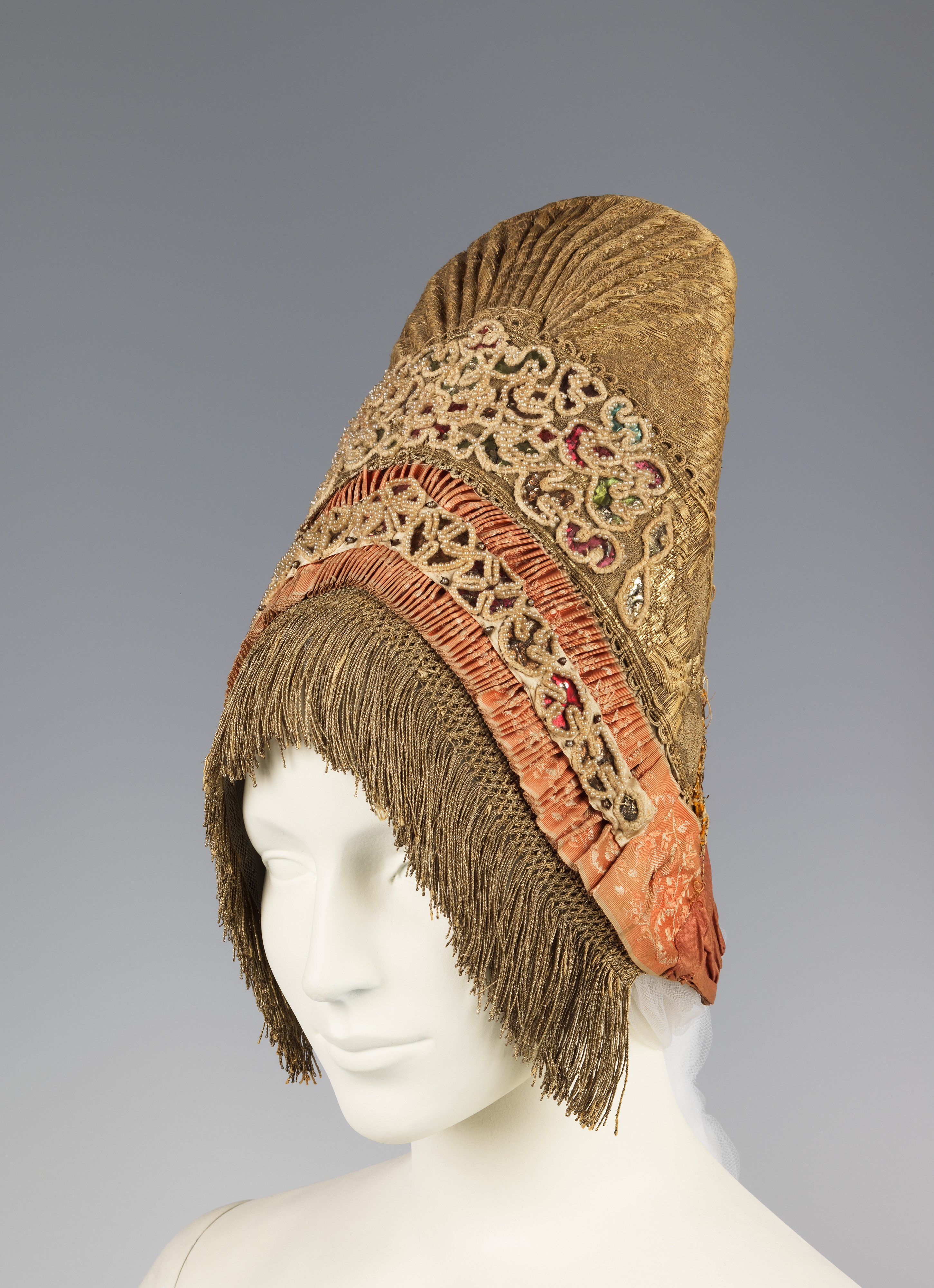
Бахрома на кокошнике середины XVIII в. из собрания Метрополитен-музея

Бахрома́ (от араб. مكرمية‎ [макрамийя] — «кружева»), бахро́мка — род тесьмы, плетежка, вя́занки с махрами, висячими прядками различного вида или тесьма с висящими с одной стороны нитями, мягкими волокнами, шнурками или любыми другими подвесками.
Используется как обшивка краёв одежды, скатерти и прочего из кручёных или иной формы шёлковых, шерстяных, серебряных или золотых ниток, а также как украшение к занавесям, мебели, абажурам.
Бахромой отделываются различные текстильные изделия с целью придания изделиям привлекательного вида. Бахрому для отделки платков и шарфов получают выдёргиванием нитей на краях изделия. Для этого платки предварительно подрубаются. Бахрома также применяется для украшения штор, часто при этом используется бахрома с бисером.
Бахрома является неотъемлемой частью ковров ручной работы (продолжение основы ковра), а в коврах машинного производства подшивается к ковру в декоративных целях. Одними из основных материалов, используемых в основе ковров и бахроме являются хлопок, овечья шерсть и натуральный шёлк.
Каждая отдельная часть бахромы называется мохо́рь, махра́ или мохна́.

## Виды бахромы
- Шёлковая бахрома
  - Обычная шёлковая бахрома
  - Вязаная шёлковая бахрома
- Шерстяная бахрома
  - Обычная шерстяная бахрома
  - Вязаная шерстяная бахрома
- Бахрома с акрилом
- Бахрома с бисером
- Бахрома с ниток серебряных[3]
- Бахрома с ниток золотых[3]

## Галерея

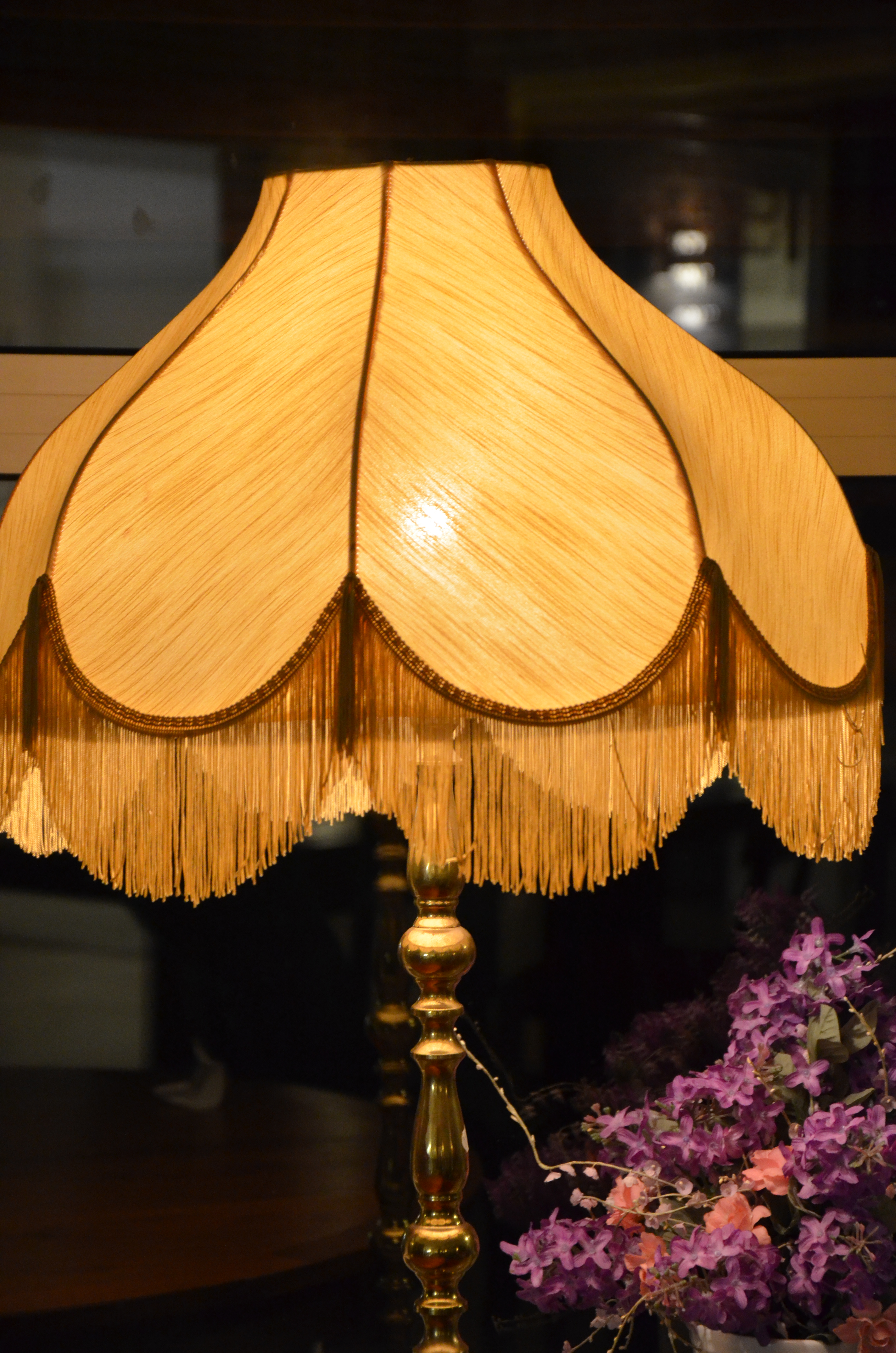
На абажуре.
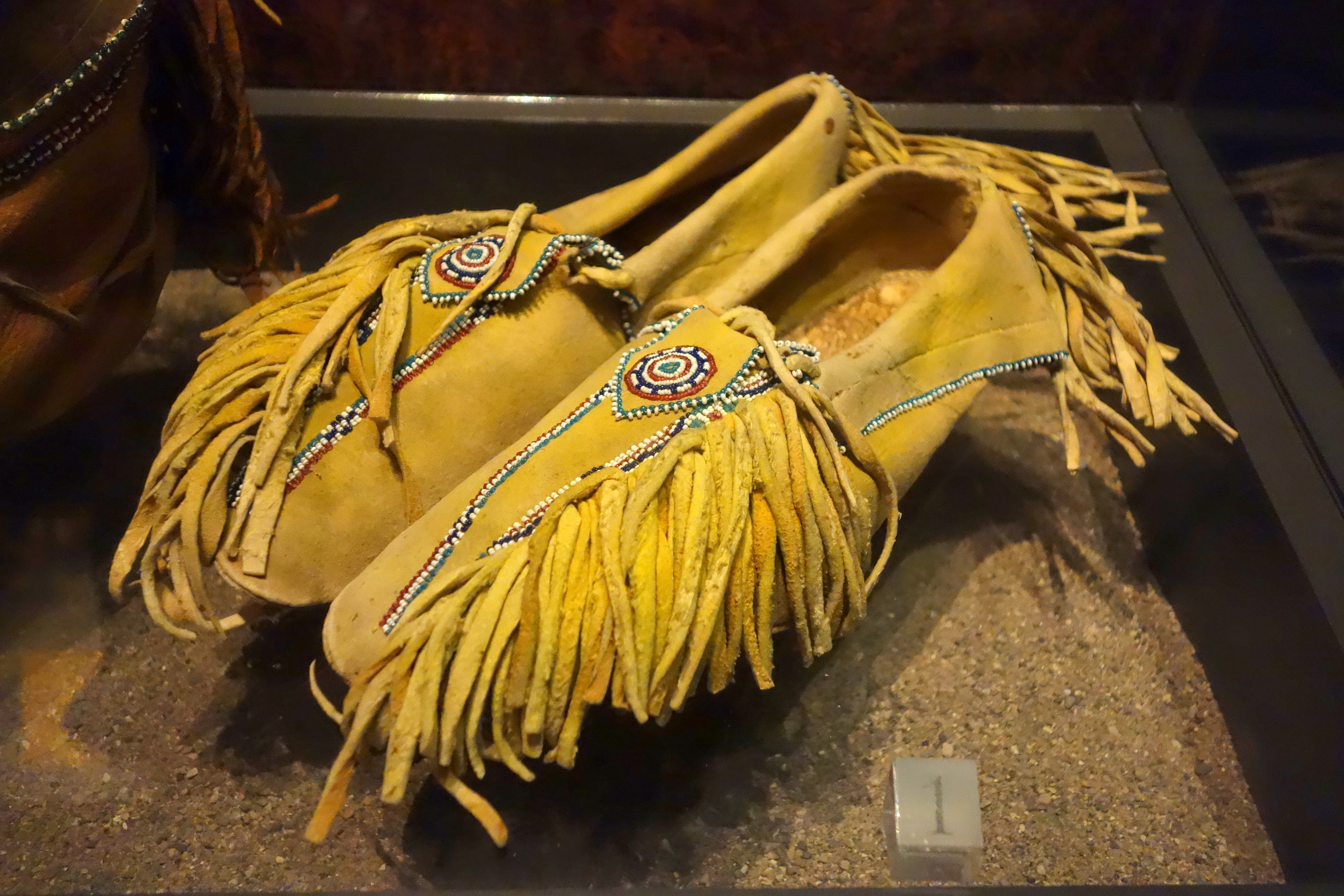
На обуви (мокасины команчей, 1880-1890-е гг.).
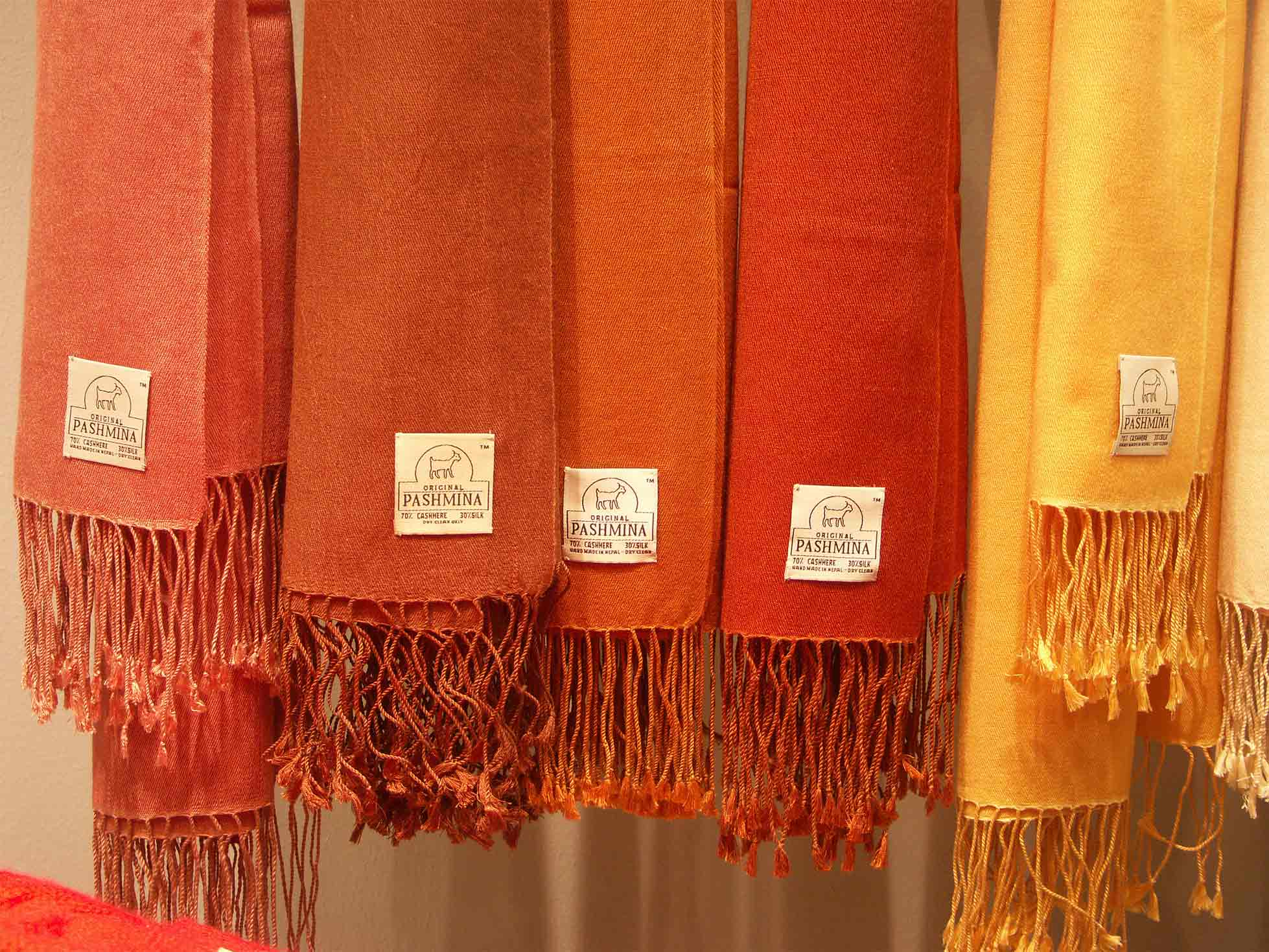
На шарфах.
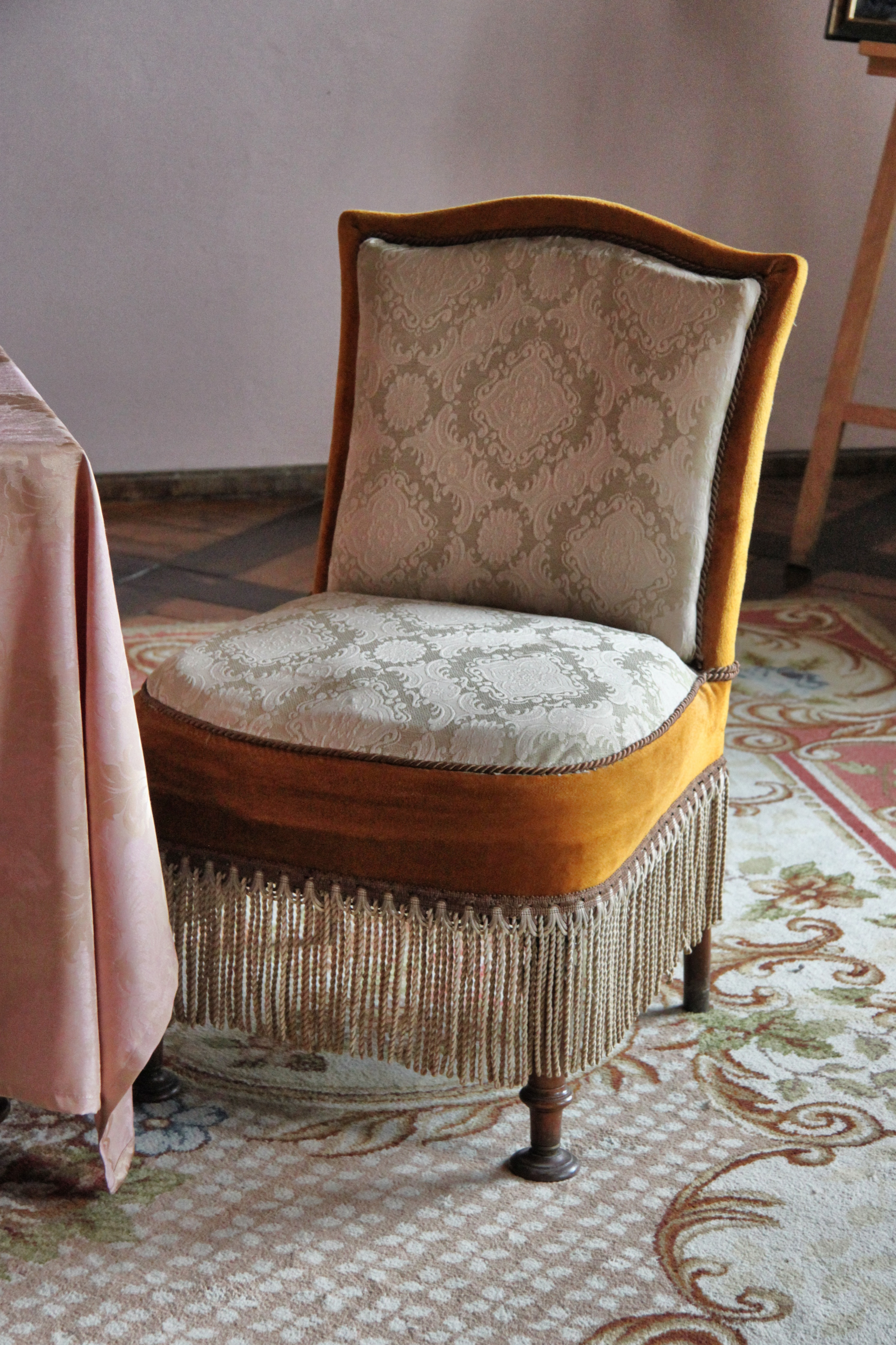
На кресле.